# Coleshill Town F.C.

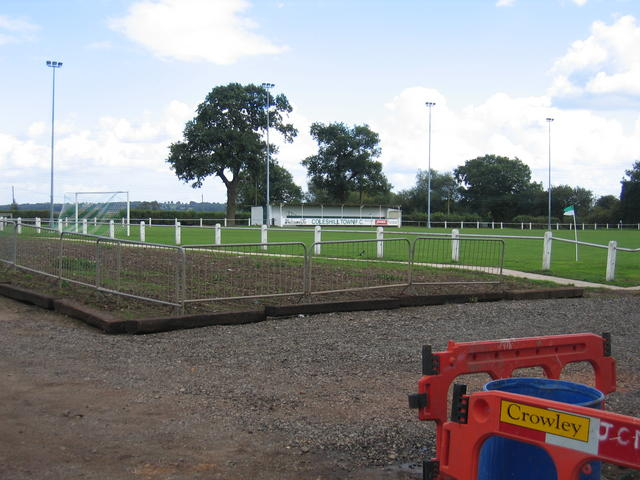
Sân vận động Pack Meadow

Coleshill Town FC là một câu lạc bộ bóng đá bán chuyên nghiệp có trụ sở tại Coleshill, Warwickshire, Anh. Đội bóng hiện thi đấu tại  và có sân nhà ở Pack Meadow.

## Honours
- Midland Combination
  - Nhà vô địch Premier Division mùa giải 2007–08[1]
  - Nhà vô địch Division Two mùa giải 1969–70[2]
- Sutton & District League
  - Nhà vô địch Division One các mùa giải 1952–53, 1954–55[3]
- Birmingham Youth & Old Boys League
  - Nhà vô địch Suburban Division mùa giải 1958–59[2]
- Walsall Senior Cup
  - Nhà vô địch mùa giải 1982–83[2]
- Aston Villa Shield
  - Nhà vô địch các mùa giải 1961–62, 1964–65[3]
- Chapel End Cup
  - Nhà vô địch mùa giải 1912–13[2]
- Coleshill Charity Cup
  - Nhà vô địch mùa giải 1909–10[2]
- Tamworth Nursing Cup
  - Nhà vô địch mùa giải 1909–10[2]

## Thống kê
- Thành tích tốt nhất tại FA Cup: Vòng loại thứ ba mùa giải 2015–16[1]
- Thành tích tốt nhất tại FA Vase: Bán kết mùa giải 2016–17[1]